# 石打ダム駅
石打ダム駅（いしうちダムえき）は、熊本県宇城市三角町中村にある、九州旅客鉄道（JR九州）三角線（あまくさみすみ線）の駅である。

## 歴史
三角港築港百周年記念事業の一環として、三角町の住民や三角に縁のある人々から資金を1,700万円集め、この資金により開業された。駅前にはこれを記念する石碑がある。開業当初は石打ダム来訪者について鉄道利用率の増加が期待された。
- 1989年（平成元年）3月11日：開業[1][2]。

## 駅構造

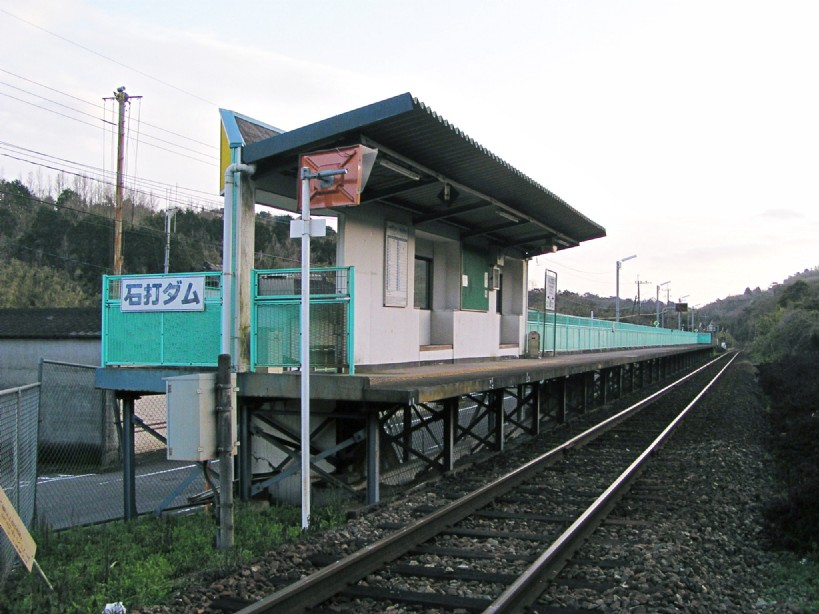
ホーム（2005年3月）

単式ホーム1面1線を有する地上駅。線路はほぼ北東から南西に走りホームは線路の南東側に設けられている。ホームの赤瀬方に簡単な待合所が設置されておりこの待合所から駅に出入りする。無人駅である。
2018年頃までは防災無線の音源をそのまま流用したもの（曲は「埴生の宿」）が列車接近メロディとして使用されていた。その後、列車接近メロディは汎用のものに変更されている。

## 利用状況
- 1日平均乗降人員の推移は下記の通り。

| 乗降人員推移 | 乗降人員推移 |
| 年度         | 1日平均人数  |
| ------------ | ------------ |
| 2005         | 50           |
| 2006         | 40           |
| 2007         | 34           |
| 2008         | 27           |
| 2009         | 21           |

## 駅周辺
三角町石打地区にあるが、山の中に存在するため近隣に民家はほとんど見当たらない。当駅と1つ隣の赤瀬駅は2kmにも満たない近さ（列車で行く場合、赤瀬方面のトンネルを越えてすぐ）だが、そのほとんどがトンネルである。
- 石打ダム[1]
- 波多川
- 八柳川
- 九州自然歩道
- 小田良古墳

## 隣の駅
九州旅客鉄道（JR九州）
■あまくさみすみ線（三角線）
赤瀬駅 - 石打ダム駅 - 波多浦駅